# Nicolas Dufourcq
Pour les articles homonymes, voir Dufourcq.
Nicolas Dufourcq, né le 18 juillet 1963 à Paris, est un haut fonctionnaire public et un dirigeant d’entreprises français. Il est nommé directeur général de la Banque publique d'investissement (BPI) à sa création en janvier 2013.

## Biographie

### Jeunesse et études
Nicolas Dufourcq est le deuxième des quatre enfants de l'ambassadeur Bertrand Dufourcq et de l'ancienne secrétaire d'État Élisabeth Dufourcq. Il est le petit fils du musicographe Norbert Dufourcq. 
Il suit ses études secondaires au Lycée Henri-IV. Il est diplômé de l'Institut d'études politiques de Paris, de l’École des hautes études commerciales de Paris (HEC) en 1984 (programme Grande école) et de l’École nationale d'administration (ENA, promotion Michel-de-Montaigne, 1986-1988), d'où il est sorti inspecteur des finances. Il fréquente également l’École du Louvre.
Marié à une professeure de piano, il a trois enfants. Passionné d’alpinisme, il est collectionneur de violons et amateur de musique, électronique en particulier. En parallèle, il achète d'anciens violons pour des artistes tel Alexis Cardenas.

### Carrière professionnelle
De sensibilité de droite, il commence sa carrière comme haut fonctionnaire à l’inspection des finances à sa sortie de l’ENA en 1988, mais devient en 1992 le directeur adjoint du cabinet de René Teulade, alors ministre des Affaires sociales et de l’Intégration au sein du gouvernement de gauche de Pierre Bérégovoy.
Il revient brièvement à l’inspection des finances en 1993-1994 avant d’intégrer France Télécom où il est d’abord chargé de mission auprès du directeur général, conseiller du président Michel Bon, puis directeur audiovisuel grand public à la division multimédia (1996-1998) qu’il contribue à créer, directeur de la division multimédia (1998-2000) et enfin directeur exécutif de la branche internet grand public (2000). Il développe Wanadoo jusqu’à sa cotation en bourse et en devient alors PDG (2000-2002), puis directeur exécutif de la branche téléphonie et internet du groupe.
En 2003, il quitte le groupe France Télécom pour Capgemini, où il officie en tant que directeur délégué responsable pour la France, l’Allemagne, l’Europe centrale et l’Europe du Sud. Il est également membre du comité exécutif de l’entreprise et en devient en 2004 le directeur général adjoint chargé des finances, de la gestion des risques, de l’IT, des achats, des livraisons, ainsi que du programme LEAN, et, à partir de 2007, du suivi de grands comptes du Groupe Capgemini.
Il y entreprend le redressement du groupe en restructurant les fonctions centrales, s’attaquant principalement à la refonte des systèmes d’informations au niveau mondial.
En parallèle, Nicolas Dufourcq est membre du directoire de BabelStore SA, de PriceMinister et aussi membre du conseil de surveillance d’Euler Hermes SA[réf. nécessaire].
Après validation de sa nomination par les commissions des finances de l’Assemblée nationale et du Sénat le 23 janvier 2013, il est directeur général de la Banque publique d'investissement (BPI). À ce titre, il perçoit pour l'année 2023 une rémunération de 450 000 euros,.
Le 15 juin 2013, Nicolas Dufourcq est nommé président du conseil d’administration de l’établissement public BPI-Groupe par Pierre Moscovici, alors ministre de l’Économie et des Finances. Il devient donc statutairement président d’Oséo, bien que l’ex-patronne du groupe public nucléaire Areva, Anne Lauvergeon, fasse figure de favorite pour ce poste de directeur de la BPI.
Selon certaines sources, il entretiendrait un mauvais climat dans les réunions du conseil d’administration, s’exprimerait de façon rugueuse et abrasive et aurait une façon désagréable et irrespectueuse de poser ses questions vis-à-vis du management.
Nicolas Dufourcq est l’auteur du rapport 2013 sur le financement de l’économie sociale et solidaire par Bpifrance.
Il affirme en 2016 qu'il faut « terrasser le déclinisme à la française ». Il publie en juin 2022 un livre, La désindustrialisation de la France, 1995-2015 (Odile Jacob), qui critique les politiques industrielles menées en France depuis 30 ans,. À cette occasion, il critique dans La Tribune une France « déconnectée du réel » et gagnée par la « paresse de l'histoire ». Il souhaite également inciter la jeunesse à rejoindre le secteur industriel, tout en prônant des réformes globales comme le développement de la retraite par capitalisation en France.
En mars 2025, Nicolas Dufourcq attaque le système des retraites en France, « estimant que le pays n’a plus les moyens de s’endetter pour les jeunes retraités de moins de 75 ans ».

### Autres fonctions
Il est membre du conseil d'administration de la Digital New Deal Foundation, organisme de réflexion sur l'avenir numérique européen, ainsi que de la Fondation Solis. Il est également président du conseil de surveillance de STMicroelectronics.

### Controverses
En 2020, Bpifrance a lancé un produit financier du nom de « BE1 » dont la valeur a doublé en 18 mois, passant de 94,5 millions à près de 200 millions d’euros fin 2022. Problème : parmi les heureux bénéficiaires figurent le DG de Bpifrance Nicolas Dufourcq et 200 de ses « collègues », dont des membres du comité exécutif. Tous, sinon certains d’entre eux, ont connaissance d’une partie des détails de l’opération, voire de leur totalité, et disposent ainsi, contrairement aux investisseurs lambda, d’informations privilégiées qui auraient dû les écarter de la souscription au BE1. Ce qui pourrait constituer une prise illégale d’intérêts, comme l’a identifié un rapport de la Cour des comptes publié en juin dernier et mis en lumière par Marianne.

## Prix, décorations et récompenses
- Chevalier de la Légion d'honneur. Il est nommé chevalier de la Légion d'honneur en juillet 2015[24].
- Officier de l'ordre national du Mérite. Il est nommé officier de l’Ordre national du Mérite en juin 2023[25].